# Nándor Hidegkuti
Nándor Hidegkuti (ur. 3 marca 1922 w Budapeszcie, zm. 14 lutego 2002 tamże) – węgierski piłkarz, który występował na pozycji napastnika w słynnej złotej jedenastce i trener piłkarski.

## Kariera
Uważany za jednego z najlepszych piłkarzy w historii Węgier. Rozegrał w reprezentacji 69 spotkań, strzelając 39 bramek. W swojej karierze występował w takich klubach jak: Gázművek, Elektromos, Herminamezei AC oraz MTK Hungária Budapeszt. Trzy razy zdobył mistrzostwo Węgier. Jednym z jego znaczących osiągnięć było strzelenie hat tricka reprezentacji Anglii w meczu na Wembley w 1953, wygranym przez Węgrów 6:3.
Po zakończeniu kariery był trenerem, m.in. AC Fiorentina, a w 1972 roku Stali Rzeszów.